# Phylliroe lichtensteinii
Phylliroe lichtensteinii is een slakkensoort uit de familie van de Phylliroidae. De wetenschappelijke naam van de soort is voor het eerst geldig gepubliceerd in 1825 door Eschscholtz.